# Callionymus vietnamensis
Callionymus vietnamensis, tên thông thường là cá đàn lia đuôi dài Việt Nam, là một loài cá biển thuộc chi Callionymus trong họ Cá đàn lia. Loài này được mô tả lần đầu tiên vào năm 2018.

## Danh pháp khoa học
Danh pháp khoa học của loài cá này, vietnamensis, được đặt theo tên của nơi đầu tiên tìm thấy nó, Việt Nam.

## Phân bố và môi trường sống
C. vietnamensis có phạm vi phân bố ở Tây Thái Bình Dương. Năm mẫu vật của loài cá này được phát hiện tại một cảng cá ở tỉnh Bến Tre, nhưng theo thông tin của các ngư dân đánh bắt thì chúng được thu thập ở vùng biển phía nam Vũng Tàu. C. vietnamensis được tìm thấy ở độ sâu khoảng từ 60 đến 68 m.
Hiện có 2 mẫu được lưu giữ tại Viện Hải dương học Nha Trang, 3 mẫu còn lại được lưu giữ tại một bảo tàng ở Đức.

## Mô tả
Chiều dài tối đa được ghi nhận ở C. vietnamensis là khoảng gần 19 cm. Màu sắc của các mẫu vật ngay sau khi được đánh bắt: Đầu và thân có màu nâu; thân dưới màu trắng nhạt. Hai bên thân có một hàng các đốm màu nâu sẫm nằm bên dưới đường bên; và một hàng các đốm lớn hơn nằm ở trên. Lưng với nhiều đốm trắng bạc. Đầu có nhiều chấm nâu; mắt màu lục xám. Ngực của cá đực có một đốm màu xám đen, được bao quanh bởi các vạch màu xám sẫm; ngực của cá cái không có điểm này. Vây lưng thứ nhất và thứ hai có màu vàng, với các đường gợn sóng màu xanh lam nhạt. Vây hậu môn có màu trắng ở gốc, màu đen ở gần rìa. Vây đuôi màu vàng, có nhiều đốm và vạch màu xanh lam nhạt, viền dưới màu đen; phần trung tâm của vây có 11 - 12 (cá đực) hoặc 6 - 8 (cá cái) hàng sọc gồm những đốm màu xám đen xếp theo chiều thẳng đứng. C. vietnamensis là loài dị hình giới tính.
Số gai ở vây lưng: 4; Số tia vây mềm ở vây lưng: 9; Số gai ở vây hậu môn: 0; Số tia vây mềm ở vây hậu môn: 8; Số tia vây mềm ở vây ngực: 21 - 22; Số gai ở vây bụng: 1; Số tia vây mềm ở vây bụng: 5.